# Heinrich Schlüter (Astronom)
Heinrich Schlüter (* 1815 in Hamburg; † 17. März 1844 in Königsberg (Preußen)) war ein deutscher Astronom.
Schlüter immatrikulierte sich 1838 an der Universität Königsberg, wo er bei Friedrich Wilhelm Bessel studierte, der ihn 1841 als Assistenten an der Sternwarte anstellte.
In den folgenden Jahren veröffentlichte er mehrere Beiträge (darunter Arbeiten zu Doppelsternen und Meteoriten sowie eine Bahnberechnung des Kometen C/1843 J1 (Mauvais)) in den Astronomischen Nachrichten.
1844 starb er im Alter von 29 Jahren.
Der Mondkrater Schlüter wurde 1964 von der IAU nach ihm benannt.